# Файл (канцелярія)

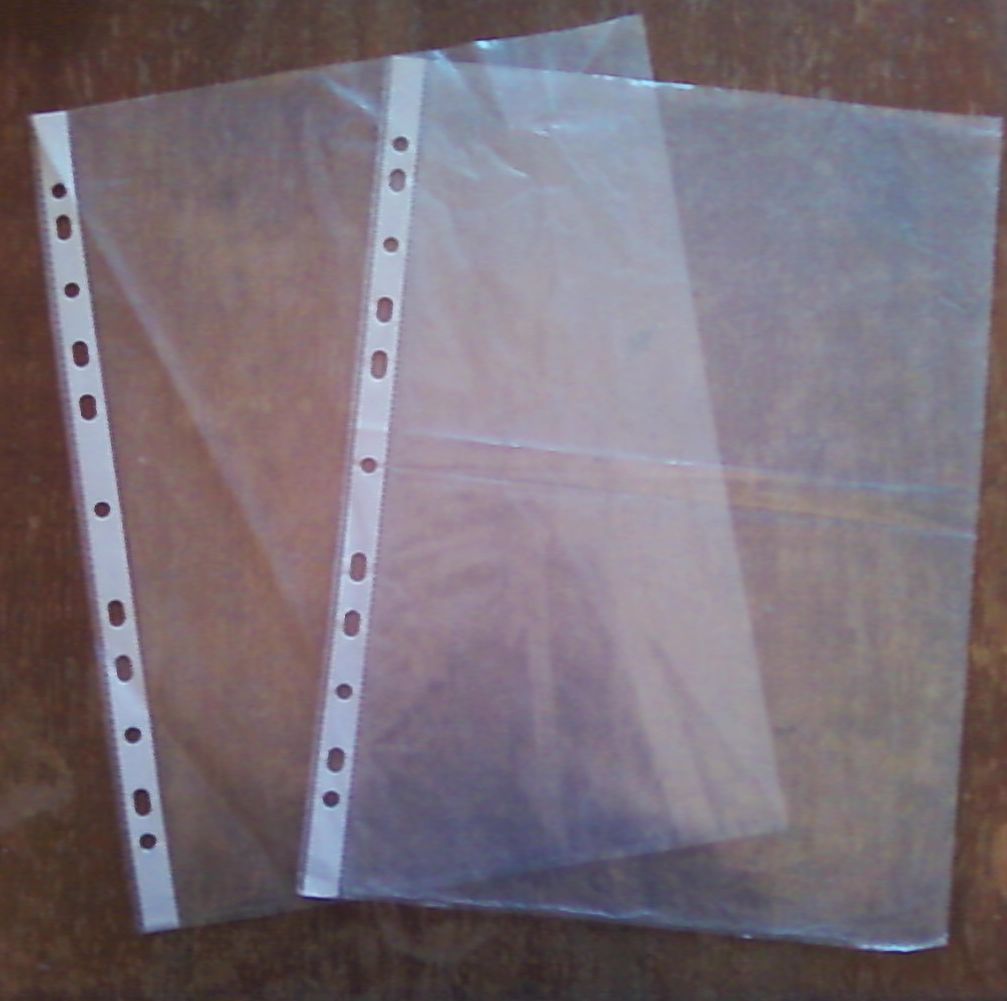
Два файли

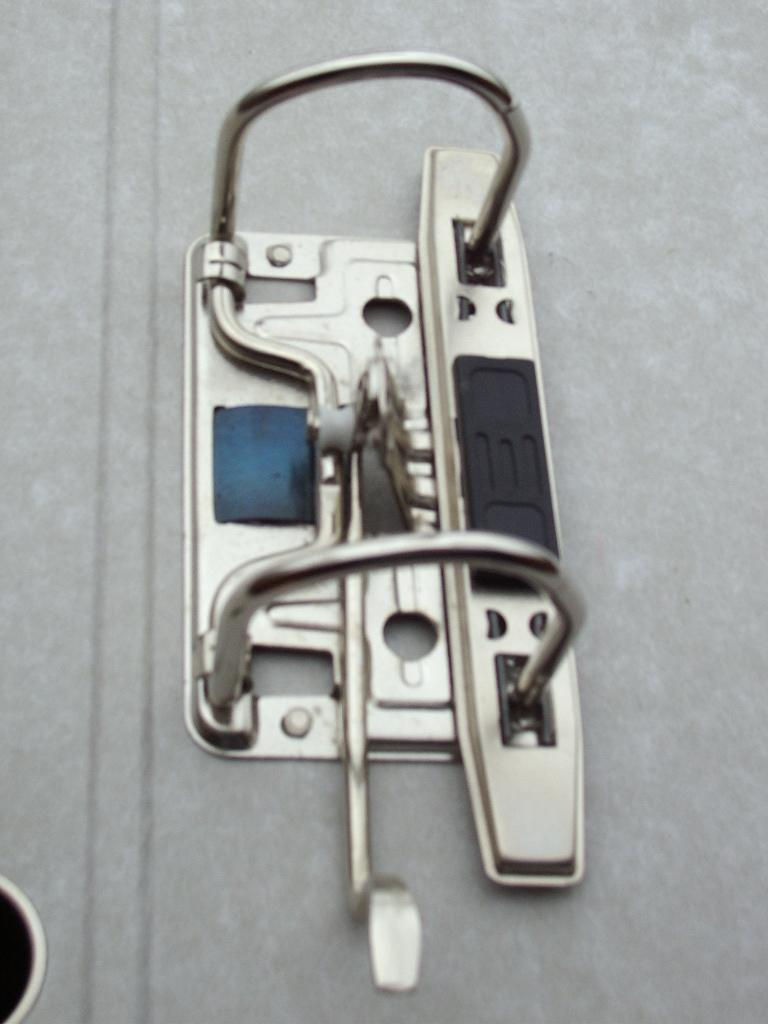
Замок папки-реєстратора

Файл або файлик (лат. multifora — «що має багато дірок», жіночий рід від multiforus) — пластиковий, найчастіше прозорий, канцелярський пакет для зберігання і захисту паперових документів від забруднення і механічних пошкоджень з перфорацією по одній стороні для скріплення. Можуть об'єднуватися в папці арочним або іншим механізмом.

## Походження назви
Мабуть, слово походить від назви звичайної папки-швидкозшивача, яка нерідко містить усередині перфоровані пакети (англійською «file»). 
Слово «file» в англійській мові означає не лише папку-швидкозшивач, а й має багато інших значень. 
Прозорий пакет з отворами в британському варіанті англійської називається «punched pocket», а в американському — «sheet protector».

## Формат
Файли бувають різних розмірів, основні сучасні формати:
- A3
- А4
- А5
- 12х12 см²
- Letter

## Матеріал
- Пластик (у тому числі поліпропілен, поліетилен, целофан)

## Колір
Файли випускаються прозорими, в більшості випадків вони безбарвні, проте сучасні матеріали дозволяють виробляти вироби практично будь-якого кольору.

## Див. Також
- Швидкозшивач
- Механізм для швидкозшивача